# Nessa Childers
Nessa Childers, née le 9 octobre 1956 à Dublin, est une femme politique irlandaise indépendante. Elle est députée européenne de 2009 à 2019.

## Biographie
Elle est la fille du 4e président irlandais Erskine Hamilton Childers.
Ancienne conseillère du Parti vert à Blackrock dans le Sud de Dublin, elle est élue en 2004 et démissionne en 2008. En septembre 2008, elle quitte les Verts avant de rejoindre le Parti travailliste pour se porter candidate dans la circonscription Est au Parlement européen. Elle entre au Parlement en 2009 et est réélue le 23 mai 2014 dans la circonscription de Dublin, cette fois en tant qu'indépendante. Elle ne se représente pas en 2019.